# Linderniella hartlii
Linderniella hartlii är en tvåhjärtbladig växtart som först beskrevs av Fischer och Frank Nigel Hepper, och fick sitt nu gällande namn av Fischer, Schäferhoff och Müller. Linderniella hartlii ingår i släktet Linderniella och familjen Linderniaceae. Inga underarter finns listade i Catalogue of Life.